# Calle Schlettwein

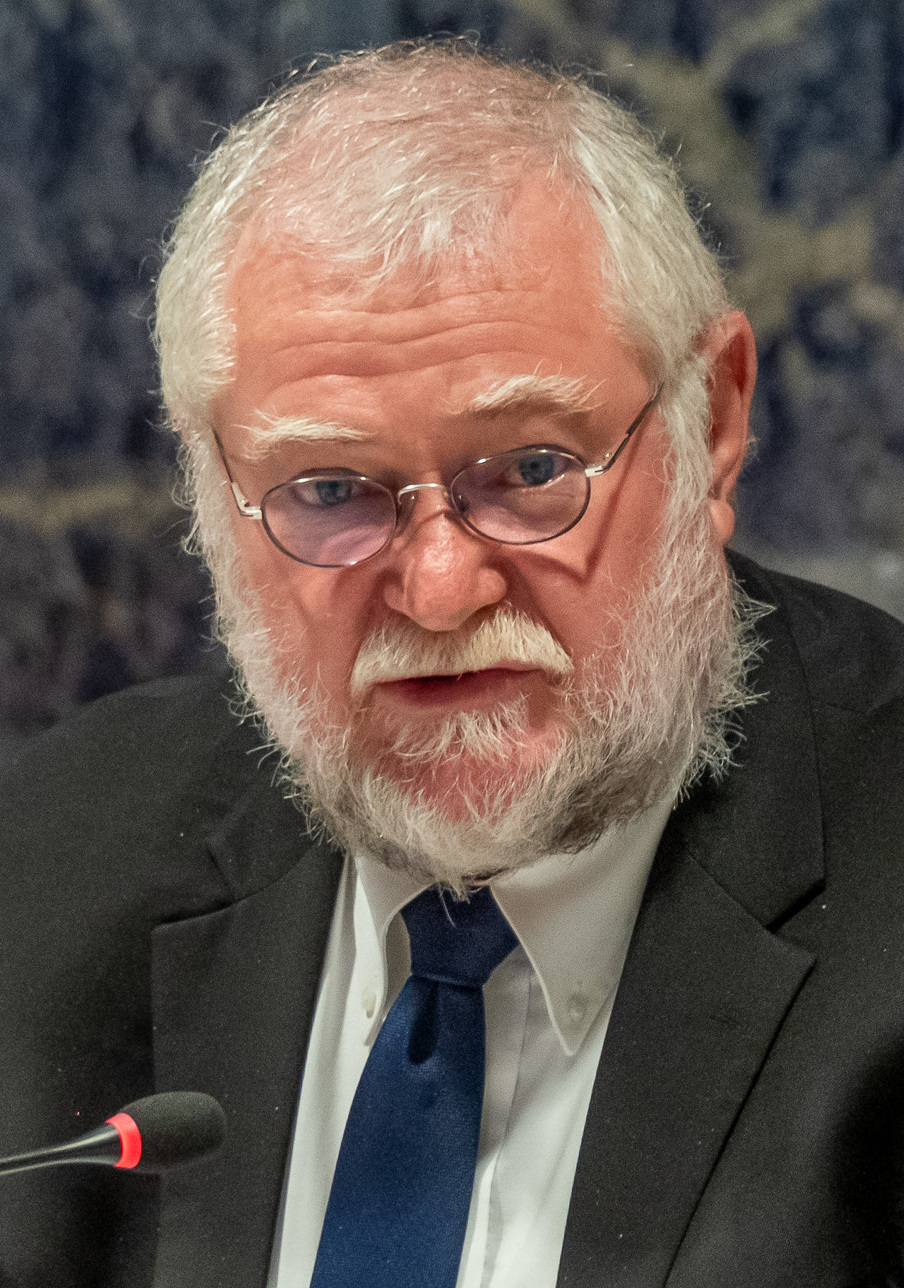
Calle Schlettwein (2019)

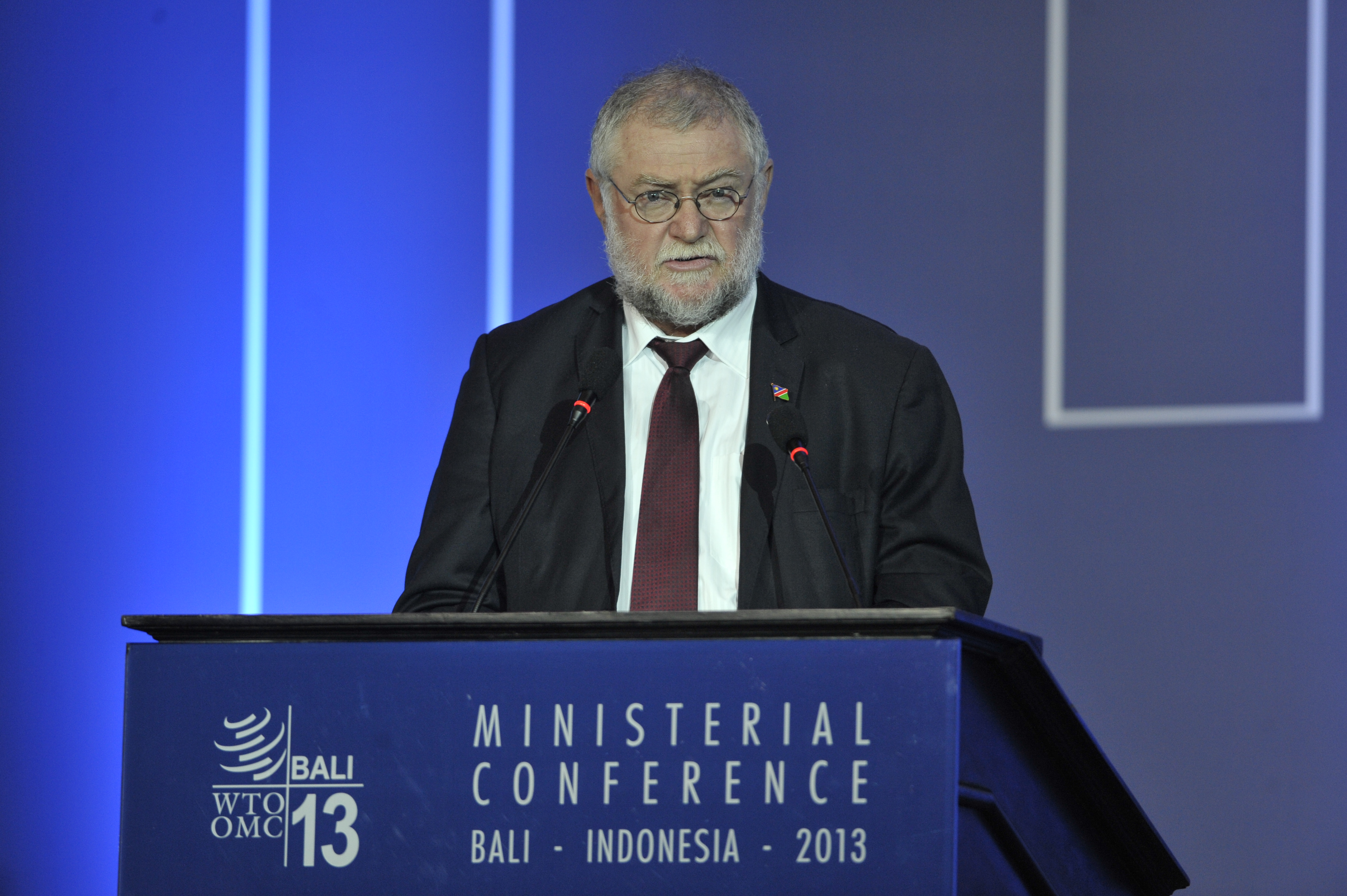
Schlettwein (2013)

Carl-Hermann Gustav Schlettwein, meist nur Calle Schlettwein (* 13. Juni 1954 in Otjiwarongo, Südwestafrika) ist ein deutschnamibischer ehemaliger Politiker der SWAPO und ehemaliger Minister in Namibia.

## Leben
Calle Schlettwein besuchte zunächst die Privatschule Karibib und dann die Deutsche Höhere Privatschule Windhoek und studierte Insektenkunde, Zoologie und Botanik an der Universität Stellenbosch in Südafrika. Danach arbeitete er zunächst als Biologe für die Wasserwirtschaft in Südwestafrika und stieg zu deren Leiter auf.
Ab der Unabhängigkeit Namibias 1990 war Schlettwein Staatssekretär in zahlreichen Ministerien. 2010 stieg er zum Vizeminister im namibischen Finanzministerium auf. Am 4. Dezember 2012 wurde er von Staatspräsident Pohamba zum Handels- und Industrieminister ernannt und im März 2015 vom neuen Präsidenten Hage Geingob zum Finanzminister (siehe auch Kabinett Geingob I). Von März bis Juli 2015 war er Vorsitzender des Ministerrates der Zollunion des Südlichen Afrika, von Juli 2019 bis Juli 2020 hatte er dieselbe Position inne. Von  März 2020 bis März 2025 ist er Minister im Ministerium für Land- und Wasserwirtschaft sowie Landreform. Seit Ende August 2021 war er für einige Monate interimistisch auch für das Ressort Öffentliche Arbeiten und Verkehr zuständig, solange Amtsinhaber John Mutorwa wegen Krankheit ausfiel.
Seine Tochter Sylvia ist Schriftstellerin.

## Auszeichnungen
- 2014: Most Excellent Order of the Eagle, 2. Klasse (am Heldentag)[4]
- 2018: Transparency Excellence Award, African Leadership Magazine[5]